# مارا ألين
مارا ألين (بالإنجليزية: Mara Allen)‏ هي مجدفة أمريكية، ولدت في 11 فبراير 1987.

## وصلات خارجية
- مارا ألين على موقع الاتحاد الدولي للتجديف (الإنجليزية)